# Rectify
Rectify est une série télévisée américaine créée par Ray McKinnon diffusée du 22 avril 2013 au 14 décembre 2016 sur Sundance Channel.
En France et en Belgique francophone, elle est diffusée depuis le 9 mai 2013 (et depuis le 13 juin 2013 en néerlandais) sur Sundance Channel[réf. souhaitée] et sur Arte dès octobre 2014. Au Québec, elle est diffusée depuis le 11 novembre 2014 sur ARTV.

## Synopsis
À 18 ans, Daniel Holden est emprisonné et condamné à mort pour viol et meurtre de sa petite amie Hanna. Libéré dix-neuf ans plus tard grâce à de nouvelles preuves ADN, il tente de se reconstruire une nouvelle vie dans sa ville natale où presque tout le monde le croit coupable, dans l'attente de son nouveau procès.

## Fiche technique
- Titre original : Rectify
- Création : Ray McKinnon
- Réalisation : Keith Gordon
- Scénario : Ray McKinnon, Michael D. Fuller et Graham Gordy
- Décors : Drew Monahan et Amy McGary
- Costumes : Ane Crabtree
- Montage : Travis Sittard, Henk Van Eeghen
- Musique : Gabriel Mann
- Casting : Libby Goldstein, Junie Lowry-Johnson, Chris Gray
- Production : Don Kurt
  - Production déléguée : Ray McKinnon, Melissa Bernstein, Mark Johnson
- Société(s) de production : Gran Via
- Société(s) de distribution : Sundance Channel
- Pays d'origine :  États-Unis
- Langue originale : anglais
- Format : couleur
- Genre : drame
- Durée : 42 minutes

 Sauf indication contraire, les informations mentionnées dans cette section peuvent être confirmées par la base de données cinématographiques IMDb,  présente dans la section « Liens externes ».

## Distribution

### Acteurs principaux
- Aden Young (VF : Alexis Victor) : Daniel Holden, relâché de prison
- Abigail Spencer (VF : Céline Mauge) : Amantha Holden, sœur de Daniel
- J. Smith-Cameron (VF : Martine Irzenski) : Janet Talbot, mère de Daniel
- Adelaide Clemens (VF : Julia Boutteville) : Tawney Talbot, femme de Ted Jr. et belle-sœur de Daniel
- Clayne Crawford (VF : Axel Kiener) : Ted Talbot Jr., fils de Ted Sr
- Luke Kirby (VF : Anatole de Bodinat) : Jon Stern, avocat de Daniel
- Bruce McKinnon (VF : Patrick Raynal) : Ted Talbot Sr, beau-père de Daniel (saisons 2-4, récurrent saison 1)
- Jake Austin Walker (VF : Gabriel Bismuth-Bienaimé) : Jared Talbot, demi-frère de Daniel (saisons 2-4, récurrent saison 1)
- J.D. Evermore (VF : Jérôme Pauwels) : le shérif Carl Daggett (saison 4, récurrent saisons 1-3)

### Acteurs secondaires
- Michael O'Neill (VF : Georges Claisse) : Sénateur Roland Foulkes
- Sean Bridgers : Trey Willis
- Sharon Conley : Sondra Person
- Robin Mullins : Judy Dean
- Linds Edwards (VF : Xavier Thiam) : Bobby Dean
- John Boyd West : Melvin
- Kim Wall (VF : Déborah Perret) : Marcy (saisons 1-3)
- Michael Traynor (VF : Jean Rieffel) : George Melton (saisons 1-2)
- Johnny Ray Gill (VF : Diouc Koma) : Kerwin Whitman (saisons 1-2)
- Jayson Warner Smith : Wendall Jelks (saisons 1-2)
- Stuart Greer : Lid Comphrey (saisons 2-3)
- Ashley LeConte Campbell : Wynn Lovaas (saisons 2-3)
- Melinda Page Hamilton : Rebecca (saisons 3-4)
- Caitlin FitzGerald : Chloe (saison 4)
- Nathan Darrow : Billy Harris (saison 4)
Version française
  - Société de doublage : Studios de St Ouen[3],[4]
  - Direction artistique : Nathalie Régnier[3],[4]
  - Adaptation des dialogues : Laurie Fields[3],[4]
  - Enregistrement et mixage : Philippe Cochet, Frédéric Echelard et Hamid Naghibi[4]

 Source et légende : version française (VF) sur RS Doublage et Doublage Séries Databse

## Production

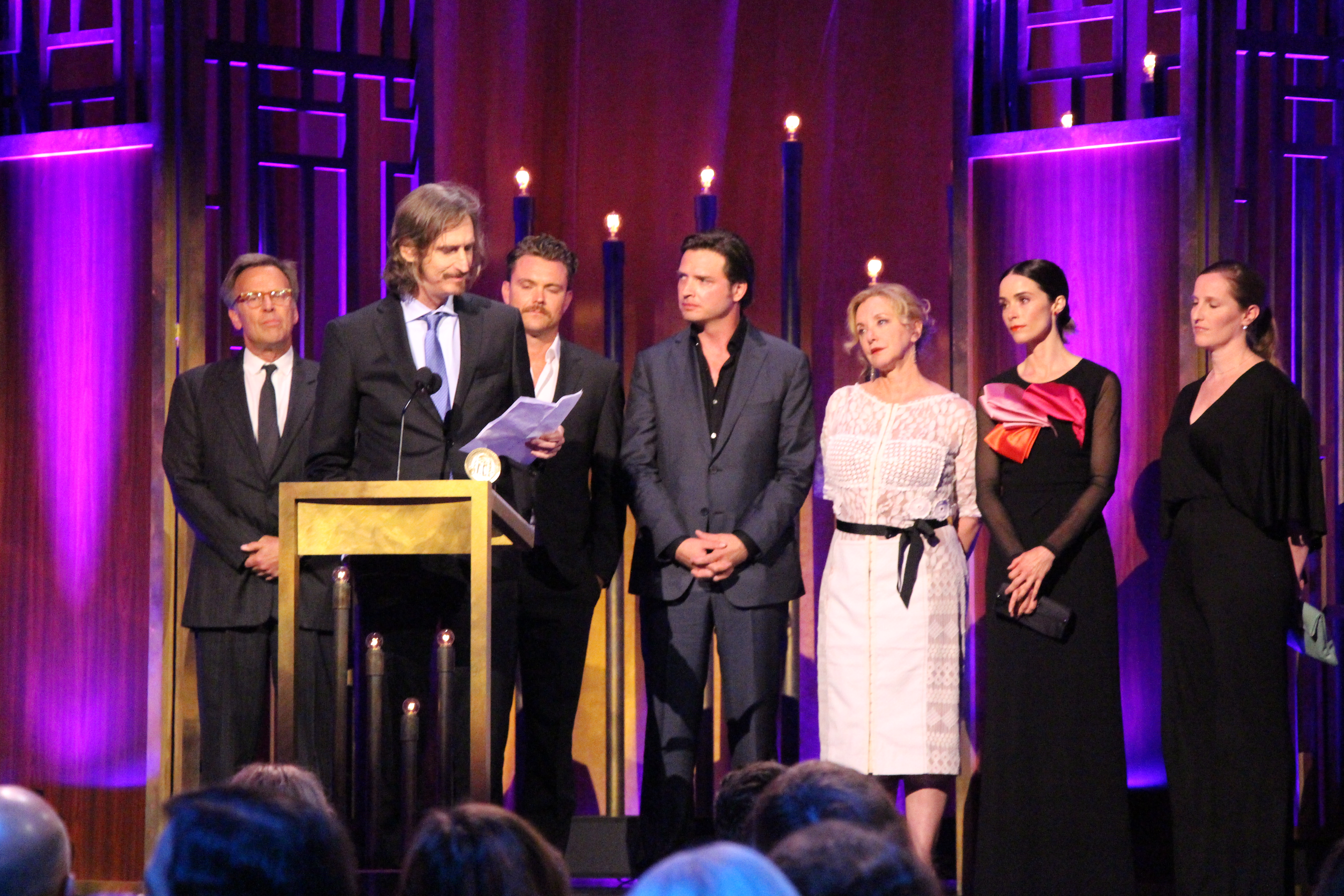
Les acteurs et l'équipe de Rectify à la 74eme édition des Peabody Awards

La série est tournée à Griffin (Géorgie), aux États-Unis.
Le créateur Ray McKinnon explique que malgré ses propres opinions sur le système pénitentiaire américain, il n'a pas voulu faire une série à charge : « Rectify doit être un ressenti, pas une leçon. » Il décrit son personnage principal comme un homme qui « a trouvé derrière ses barreaux une forme de liberté intérieure. À l'extérieur, il se sent paradoxalement prisonnier des choix qui s'offrent à lui. [...] Daniel brouille les cartes entre le bien et le mal. Nous voudrions qu'il soit « gentil » parce qu'il nous émeut, mais son innocence est incertaine,. »
Le tournage de la deuxième saison a débuté le 3 février 2014, la troisième, le 20 février 2015, et la quatrième le 11 avril 2016.

## Épisodes

### Première saison (2013)
1. Always There
2. Sexual Peeling
3. Modern Times
4. Plato's Cave
5. Drip, Drip
6. Jacob's Ladder

### Deuxième saison (2014)
Le 1er mai 2013, la série a été renouvelée pour une deuxième saison de dix épisodes diffusée depuis le 19 juin 2014.
1. Running with the Bull
2. Sleeping Giants
3. Charlie Darwin
4. Donald the Normal
5. Act as If
6. Mazel Tov
7. Weird As You
8. The Great Destroyer
9. Until You're Blue
10. Unhinged

### Troisième saison (2015)
Le 19 août 2014, la série a été renouvelée pour une troisième saison de six épisodes diffusée depuis le 9 juillet 2015.
1. Hoorah
2. Thrill Ride
3. Sown With Salt
4. Girl Jesus
5. The Future
6. The Source

### Quatrième saison (2016)
Le 8 juillet 2015, la série a été renouvelée pour une quatrième et dernière saison de huit épisodes, diffusée depuis le 26 octobre 2016.
1. A house divided
2. Yolk
3. Bob & Carol & Ted Jr & Alice
4. Go ask Roger
5. Pineapples in Paris
6. Physics
7. Happy unburdening
8. All I'm sayin’

## Accueil
Rectify a reçu une majorité de critiques positives,,, et obtenu un score de 80 % sur Metacritic. The Los Angeles Times la qualifie d'« ensorcelante », alors que The New York Times regrette le rythme trop lent de la série après le premier épisode.
Télérama écrit que « Rectify est une des plus belles séries de ces derniers temps. Son histoire embrasse à la fois un portrait bouleversant, un suspense judiciaire subtil et une puissante réflexion sur la liberté. [...] Sensorielle, lumineuse, brillamment mise en scène, en parfait équilibre entre silences, dialogues justes et simples, et émerveillement candide face à la beauté du monde, elle révèle un acteur troublant, Aden Young, formidable de fragilité,. » The Daily Beast la qualifie de meilleure nouvelle série de 2013, et ajoute que « McKinnon a créé un monde d'ombres et de lumières, un monde où l'enfer et le paradis se côtoient, exerçant une puissante attraction à laquelle il est impossible d'échapper,. » Le rythme est à la fois salué et critiqué, tantôt considéré comme contemplatif et trop lent, et là Rectify est comparé à l'autre série originale de Sundance Channel, Top of the Lake.
La série a été diffusée en français (uniquement la première saison) sur la chaine Franco-Allemande ARTE en 2014 puis en 2016.

## Distinctions

### Nominations

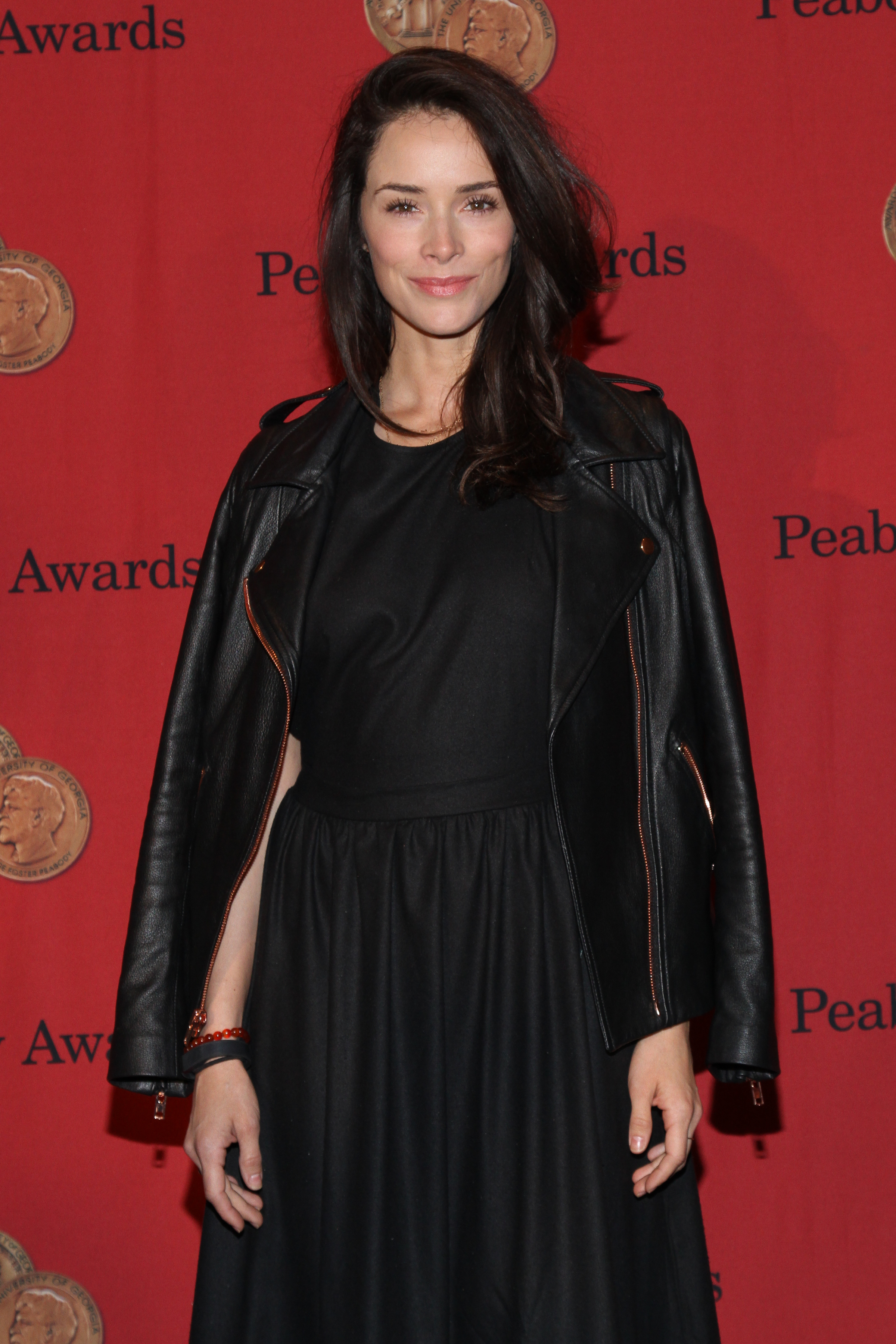
Abigail Spencer aux Peabody Awards, en mai 2014.

- 2013 : Critics' Choice Television Award de la meilleure actrice dans un second rôle dans une série télévisée dramatique pour Abigail Spencer
- 2013 : Television Critics Association Award de la meilleure mini-série ou du meilleur téléfilm